# Robert Goffin
Robert Goffin ( Ohain, Bélgica, 21 de mayo de 1898 – 27 de junio de 1984) fue un ensayista, poeta y abogado belga. Conocido sobre todo por escribir el primer libro formal sobre jazz, Aux Frontières du Jazz, en 1932.

## Historia
Nacido en Ohaian, Bélgica en 1898. Hijo de madre soltera, fue su abuelo farmacéutico quien los mantuvo. Completo sus estudios de humanidades en el Athenaeum de Saint-Gilles, donde fue compañero de clase de Paul Delvaux. Dos años más tarde publicó su primera colección de poesía Rosaire des soirs,  mientras estudiaba derecho en la Universidad Libre de Bruselas.

En 1923 era abogado en la Corte de Apelación de Bruselas, ya en 1927 se casó con Suzanne Lagrange. Durante este periodo se centró en la nueva forma de arte estadounidense, más conocida como jazz, y en 1932 publicó lo que se considera el primer libro serio sobre el género, Aux Frontièrs du Jazz. 

Fue un activista de la resistencia belga contra los nazis, cuya invasión al país predijo un año antes, creando en 1929 la revista Alert, donde denunciaba el abandono de la neutralidad de Bélgica al aliarse con Francia. Tuvo serias disputas con el fascista belga Léon Degrelle. Con el comienzo de la II Guerra Mundial, abandonó Bélgica para irse a los Estados Unidos, apoyándose en la lectura y escritura, incluyendo ensayos como "Jazz: from the Congo to the Metropolitan", y novelas situadas en la Bélgica nazi como La colombe de la Gestapo  y The Passeports pour l’Adudelà.
En 1942, colaboró con Leonard Feather para enseñar el primer curso de historia y análisis del jazz en la Nueva Escuela de Ciencias Sociales en Nueva York. 

Con el fin de la Guerra, volvió a Bélgica para retomar sus actividades legales en la Corte de Apelación de Bruselas. En 1952 se unió a la Real Academia de la Lengua y Literatura Francesa, convirtiéndose en director en 1971 además de director del Club del Bolígrafo Belga (Belgian Pen Club) en 1956. Su mujer Suzanne murió en 1965 y  a finales de los 70, Goffin comenzó una vida retirada a orillas del lago Genval, muriendo en 1984.

## Extractos
De Best Negro Jazz Orchestra 

"Considero al Duke Elligton como el fenómeno más extraordinario en todo el desarrollo del Jazz. Tomo parte en un primer periodo de entusiasmo, como otros intérpretes,  sobre el “hot”; estos  precoces ejecutantes tocaban en una especie de trance inspirativo,  eran acumuladores de energía musical y transmitían el fluir de la sincopa sin comentarios"

## Ensayos
- Aux frontières du jazz (Éditions Sagittaire, París, 1932)
- Le roman des anguilles (Éditions Gallimard, París, 1936)
- Le roman des rats (Éditions Gallimard, París, 1937)
- Rimbaud vivant (Corrêa, París, 1937)
- Le roman de l'araignée (Éditions Gallimard, París, 1938)
- Le roi des belges a-t-il trahi? (1943)
- Histoire du jazz (Éditions Parizeau, Montréal, 1946)
- La Nouvelle-Orléans, capitale du jazz (Éditions de la Maison française, New-York, 1946)
- Louis Armstrong, le roi du jazz (Seghers, París, 1947)
- Fil d'Ariane pour la poésie (1964)
- Souvenirs à bout portant (Institut Jules Destrée, Charleroi, 1979)
- Souvenirs avant l'adieu (Éd. Institut Jules Destrée, Charleroi, 1980)

## Poesía
- Le rosaire des soirs (Van Campenhout, Bruxelles, 1918)
- Jazz-Band, préface de Jules Romains (Écrits du Nord, Bruxelles, 1922)
- La Proie pour l'ombre (1935)
- Couleur d'absence (1936)
- Sang bleu (Gallimard, París, 1939)
- Pérou (1940)
- Patrie de la poésie (De l'Arbre, Montréal, 1945)
- Le Voleur de feu (1950)
- Foudre Natale (1955)
- uvres poétiques compilation 1918-1954, (Éditions Universitaires, París, 1958)
- Le Temps sans rives (1958)
- Le Roi du Colorado (1959)
- Archipels de la sève (Nizet, París, 1959)
- Source du ciel (1962)
- Corps Combustible (1964)
- Sablier pour une Cosmogonie (André De Rache, Bruxelles, 1965)
- Le Versant noir (1967)
- Faits divers (1968)
- Phosphores chanteurs (André De Rache, Bruxelles, 1970)
- L'Envers du feu (Chambelland, París, 1971)
- Chroniques d'outre-chair (Chambelland, París, 1975)
- Le chant de mai (1982)